# Buława

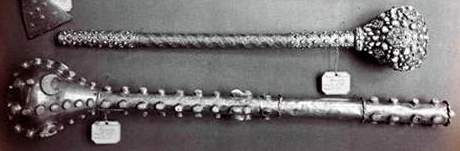
Una pareja de bulavás.

El bulawa o bulavá (en polaco: buława, en ruso o en ucraniano: булавá) era un cetro, maza ceremonial que llevaba el hetman, un oficial del mayor rango militar o la cabeza militar de un estado cosaco. En las lenguas eslavas, una bulavá o bulawa es una maza o clava, tanto en el sentido militar como el ceremonial.
Los hetman típicamente incluían una magen de una buława a su escudo de armas. Actualmente esta figura aparece en la insignia de rango de los Mariscales de Polonia, siendo también un símbolo del Presidente de Ucrania, que se conserva en la Biblioteca Nacional Vernadsky de Ucrania.

## Galería

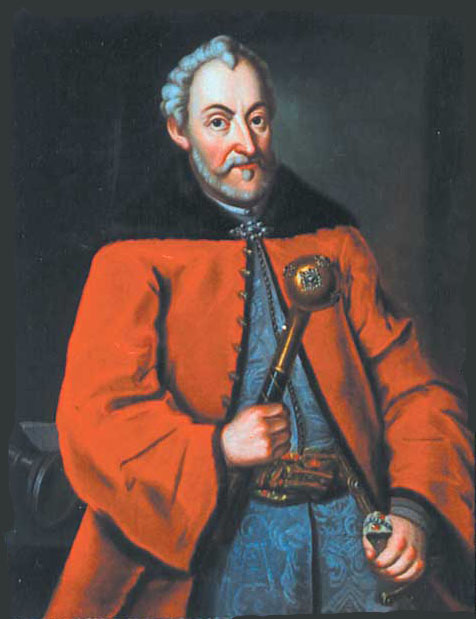
El Hetman Jan Zamoyski vestido con una delia carmesí y un żupan azul de seda. En su mano derecha lleva una bulawa de hetman.
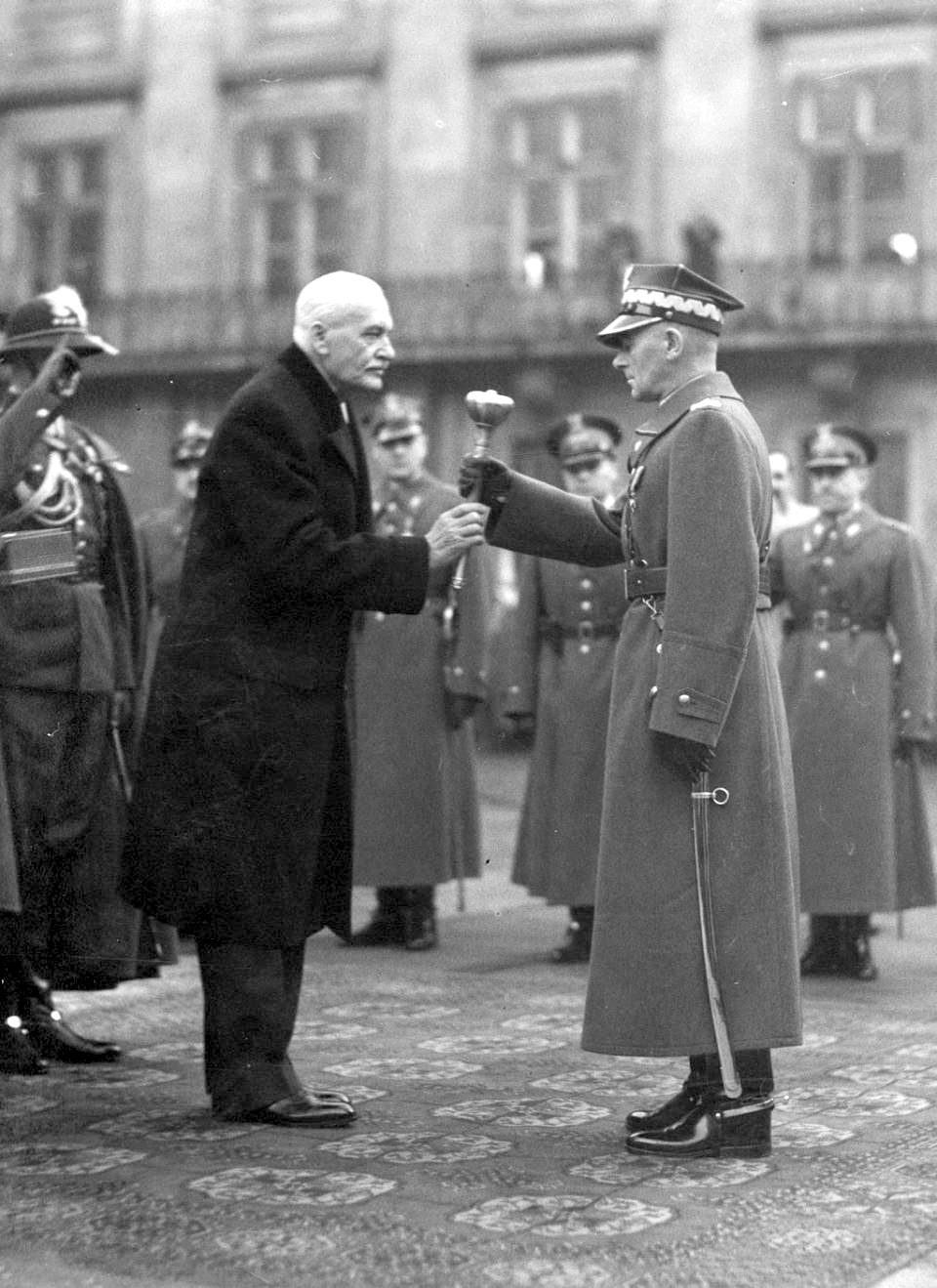
Edward Rydz-Śmigły (a la derecha) recibiendo la buława de Mariscal del Presidente de Polonia Ignacy Mościcki, Varsovia, 10 de noviembre de 1936.
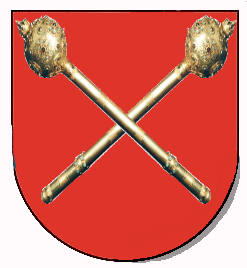
Escudo de armas de los hetman polacos.
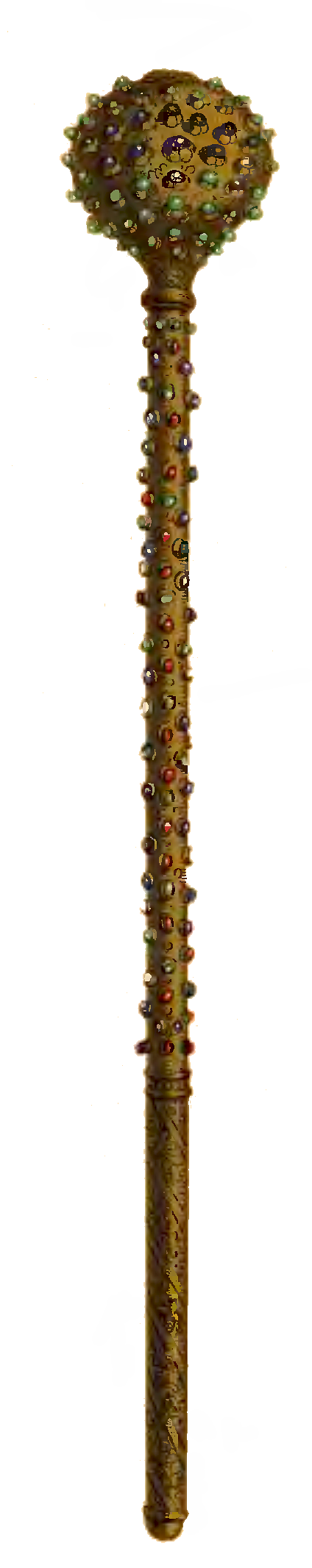
Bulawa del Hetman de Campo de la Corona Marcin Kalinowski

- Datos: Q2440540
- Multimedia: Bulawa / Q2440540